# Carlos Galeano
Carlos Galeano (* 13. August 1950) ist ein ehemaliger kolumbianischer Radrennfahrer.

## Sportliche Laufbahn
Galeano war Bahnradsportler und Teilnehmer der Olympischen Sommerspiele 1972 in München. Im Sprint schied er in den Vorläufen aus.
Bei den Panamerikanischen Spielen 1971 startete er im Sprint und im Zeitfahren.